# USS Cavalla (1944)

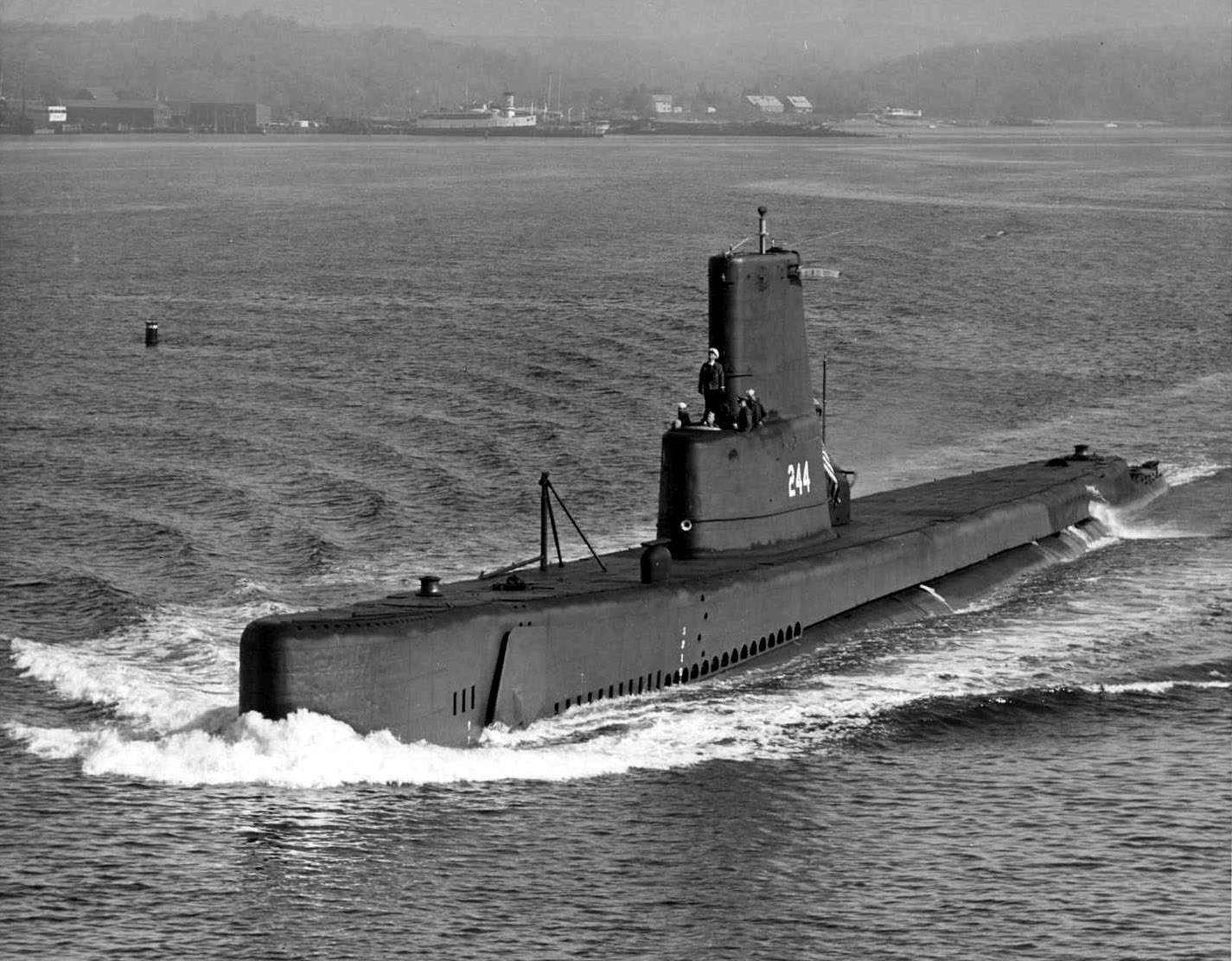
USS Cavalla

De USS Cavalla (SS-244) (SS/SSK/AGSS-244) is een Gatoklasse-onderzeeër van de United States Navy. Hij werd genoemd naar een zoutwatervis "cavalla", die leeft in de wateren nabij de Oostkust van de Verenigde Staten van Cape Cod, tot aan de Rio de la Plata in Uruguay.
De tewaterlating gebeurde op 14 november 1943 door de Electric Boat Company te Groton, Connecticut. Hij werd gedoopt door mw. M. Comstock en in dienst gesteld op 29 februari 1944. Luitenant-commandant Herman J. Kossler (klas van 1934), was zijn eerste commandant. Hij diende vooral in de Pacifische Oorlog in de Stille Oceaan. Daarna deed hij naoorlogse diensten tot zijn oplegging als museumboot in het Seawolf Park op Pelican Island, nabij Galveston in Texas.

## Geschiedenis
De USS Cavalla vertrok uit New London op 11 april 1944 en kwam in Pearl Harbor aan op 9 mei voor zijn reisherstelling en oefentochten. Op 31 mei 1944 koos hij zee voor een langeafstandspatrouilletocht in vijandelijke wateren.

### Het tot zinken brengen van de "Shokaku"
Op zijn eerste oorlogspatrouille vertrok de USS Cavalla op weg naar toegewezen gebied in de oostelijke Filipijnen. Daar maakte hij contact met een grote Japanse Task Force op 17 juni 1944. De USS Cavalla bleef de vloot verscheidene uren lang in haar kielzog volgen.
Hij zond informatie uit die bijdroeg aan de Amerikaanse zege in de Slag in de Filipijnenzee - de fameuze "Marianas Turkey Shoot" - op 19 en 20 juni 1944. Op 19 juni verkende hij het Japanse vliegdekschip Shokaku toen die zijn vliegtuigen binnenhaalde. De USS Cavalla berekende snel de afstand, en lanceerde zes torpedo's waarvan er drie troffen, die de Shokaku uiteindelijk deden zinken op positie 11° 50′ 0″ NB, 137° 57′ 0″ OL.
Na een felle aanval met dieptebommen door drie Japanse torpedojagers doorstaan te hebben, ontsnapte de Amerikaanse onderzeeboot en zette daarna zijn oorlogspatrouille voort, met een zegeroes onder de bemanning omdat ze een vijandelijke vliegdekschip tot zinken hadden gebracht. Met dit feit verdienden ze een 'Presidential Unit Citation'.
De USS Cavalla begon aan zijn tweede oorlogspatrouille naar de Filipijnenzee als deelnemer van een wolfpack-operatie ter ondersteuning van de invasie van Peleliu op 15 september 1944.

### Het tot zinken brengen van de "Shimotsuki"
Op 25 november 1944, tijdens zijn derde oorlogspatrouille, stootte de USS Cavalla op twee Japanse torpedojagers en deed een gedurfde oppervlakteaanval die de "Shimotsuki" liet ontploffen in positie 2° 21′ 0″ NB, 107° 20′ 0″ OL. De andere torpedojager viel aan met dieptebommen, terwijl de USS Cavalla hem ontweek aan de oppervlakte en ontsnapte.
Later in dezelfde derde patrouille, op 5 januari 1945, voerde hij weer een bovenwateraanval uit op een vijandelijk konvooi. Hij bracht twee omgebouwde vrachtschepen, voor vervoer van watervliegtuigen en ander materieel, tot zinken op positie 5° 00′ 0″ ZB, 112° 20′ 0″ OL. 
De USS Cavalla kruiste tijdens zijn vierde en vijfde oorlogspatrouille in de Zuid-Chinese Zee. Doelwitten waren daar schaars, maar hij bood wel hulp aan een bondgenoot in nood op 21 mei 1945. Een maand na zijn vijfde oorlogspatrouille zag de USS Cavalla een andere onderzeeboot, de Britse HMS Terrapin, beschadigd door vijandelijke dieptebommen en niet in staat om boven water te blijven, laat staan een hoge snelheid te halen.
De USS Cavalla stond de beschadigde Britse onderzeeër bij en hield hem mede aan de oppervlakte. Zij trokken naar Fremantle, West-Australië, waar ze samen, zij aan zij, aankwamen op 27 mei 1945.
De USS Cavalla ontving de Wapenstilstandsorder van 15 augustus 1945, tijdens een zesde patrouille nabij Japan. Enkele minuten later werd hij nog gebombardeerd door een Japans vliegtuig, dat blijkbaar nog niet op de hoogte was dat de strijd gestreden was. Vervolgens voer hij, samen met andere vlooteenheden naar de Baai van Tokio op 31 augustus. Daar vond, op het slagschip USS Missouri (BB-63), op 2 september de officiële ondertekening plaats van de Overgave van Japan aan de geallieerden. Direct daarna vertrok de USS Cavalla naar New London, Connecticut, waar hij aankwam op 6 oktober 1945. Hij werd buiten dienst gesteld en in de Reservevloot geplaatst op 16 maart 1946.
De USS Cavalla werd weer in dienst genomen op 10 april 1951, toen de USS Cavalla werd ingedeeld naar het Submarine Squadron 8 en deelnam aan diverse oefeningen in de Caraïben en nabij Nova Scotia.
Hij werd weer uit dienst gezet op 3 september 1952 en binnengehaald bij de scheepswerf Electric Boat Company voor een verandering tot een "hunter-killer"-klasse-onderzeeboot (geherklasseerd naar SSK-244 op 18 februari 1953).
Weer werd hij in dienst gesteld op 15 juli 1953 en ingedeeld tot het Submarine Squadron 10. Zijn nieuwe sonar maakte de USS Cavalla waardevol voor experimenten en hij was hierdoor overgeplaatst naar de Submarine Development Group 2 op 1 januari 1954, voor het moderniseren met nieuwe wapens en apparatuur, en deelname in vlootoefeningen.
Hij doorkruiste ook de Europese wateren op verscheidene tijdstippen tot een deelname in de oefening van de NAVO en bezocht daarna de marinebasis Norfolk, Virginia, voor de International Naval Review op 11 en 12 juni 1957.
Op 15 augustus 1959 werd hij geherklasseerd, terug naar zijn oorspronkelijke pennantnummer SS-244.
Weer werd de USS Cavalla geherklasseerd als hulp-reserve-onderzeeboot AGSS-244 in juli 1963. Op 30 december 1969 werd de USS Cavalla volledig uit de actieve dienst gezet en geschrapt van het Naval Vessel Register. Op 21 januari 1971 werd de USS Cavalla overgeplaatst naar het Texas Submarine Veterans of W.W. II. Hij werd daar uitvoerig gerestaureerd en geïnstalleerd als museumboot in het Seawolf Park op Pelican Island, net ten noorden van Galveston, Texas.
Als belangrijk onderdeel van de Presidential Unit Citation, kwam de USS Cavalla in aanmerking voor vier Battle Stars voor zijn diensten in de Tweede Wereldoorlog. Bij zijn zesde oorlogspatrouille, de eerste en derde, werd hij gehuldigd voor "Successful War Patrols". Hij werd verantwoordelijk geacht voor het tot zinken brengen van 31.180 ton aan scheepsruimte.

## USS Cavalla (SS-244)
- Klasse en Type: Gato-klasse - Onderzeeboot U. S. Navy
- Bouwer: Electric Boat Company, Groton, Connecticut
- Gebouwd: 4 maart 1943
- Tewaterlating: 14 november 1943
- In dienst gesteld: 29 februari 1944
- Uit dienst: 16 maart 1946
- In dienst: 10 april 1951
- Uit dienst: 3 september 1952 - (als SSK-244 - in '59 als SS-244)
- In dienst: 15 juli 1963 - (als AGSS-244)
- Voorgoed uit dienst: 30 december 1969
- Status: 30 december 1969 als museumboot te Galveston, Texas op 21 januari 1971.

### Technische kenmerken
- Gato-klasse onderzeeboot met dieselelektrische aandrijving
- Waterverplaatsing: 1.525 ton (1.549 ton) boven water - 2.424 ton (2.460 ton) onder water
- Lengte 95 m
- Breedte: 8,30 m
- Diepgang: 5,20 m maximum.
- Vermogen: 4 × V16-dieselmotoren model 16-248 General Motors die elektrische generatoren aandrijven
- 2 × 126-cell Sargo batterijen
- 4 × hogesnelheid-elektromotoren van General Electric met reductiekoppelingen - 2 schroeven - 5.400 pk (4,0 MW) boven water - 2.740 pk (2,0 MW) onder water
- Snelheid: 20,25 knopen (37 km/h) boven water - 8,75 knopen (19 km/h) onder water
- Reikwijdte: 11.000 zeemijl (20.000 km) boven water aan 10 knopen (19 km/h)
- Uithouding: 48 uren aan 2 knopen (4 km/h) boven water - 75 dagen op patrouille.
- Testdiepte: 90 m diep
- Bemanning: 6 officieren en 54 matrozen

### Bewapening
- 10 torpedobuizen 533 mm (zes vooraan, vier achteraan).
- 24 torpedo's
- 1 dekkanon van 76 mm/50 cal.
- 4 snelvuurkanonnen